# Bruno Liuzzi
Bruno Enzo Liuzzi (* 30. August 2000 in Venado Tuerto) ist ein argentinisch-chilenischer Fußballspieler auf der Position eines Mittelfeldspielers.

## Karriere
Liuzzi spielte in der Jugend von Jorge Newbery und CA Sarmiento. Bei Sarmiento schaffte er den Sprung in das Profiteam, kam jedoch nicht über ein einziges Ligaspiel hinaus und wurde nach Chile zu Unión La Calera verliehen. 2022 verlieh ihn der argentinische Verein an den Zweitligisten Gimnasia de Mendoza. 2023 wurde der Mittelfeldspieler an Deportes Copiapó verliehen. Er kehrte jedoch zurück, nachdem er nicht für den Ligakader registriert worden war, und wurde stattdessen an Deportes Antofagasta verliehen. Im April 2024 zog sich Liuzzi im Spiel gegen San Luis einen Kreuzbandriss zu, der ihn zu einer langen Verletzungspause zwingt.

## Erfolge
Sarmiento
- Primera Nacional B: 2020

## Sonstiges
Liuzzi hält die Doppelnationalität aufgrund seiner chilenischen Mutter.